# Ornithoptera euphorion
Ornithoptera euphorion — крупная дневная бабочка из семейства парусников. Ряд авторов считают его не самостоятельным видом, а подвидом Орнитоптера приам — Ornithoptera priamus euphorion.

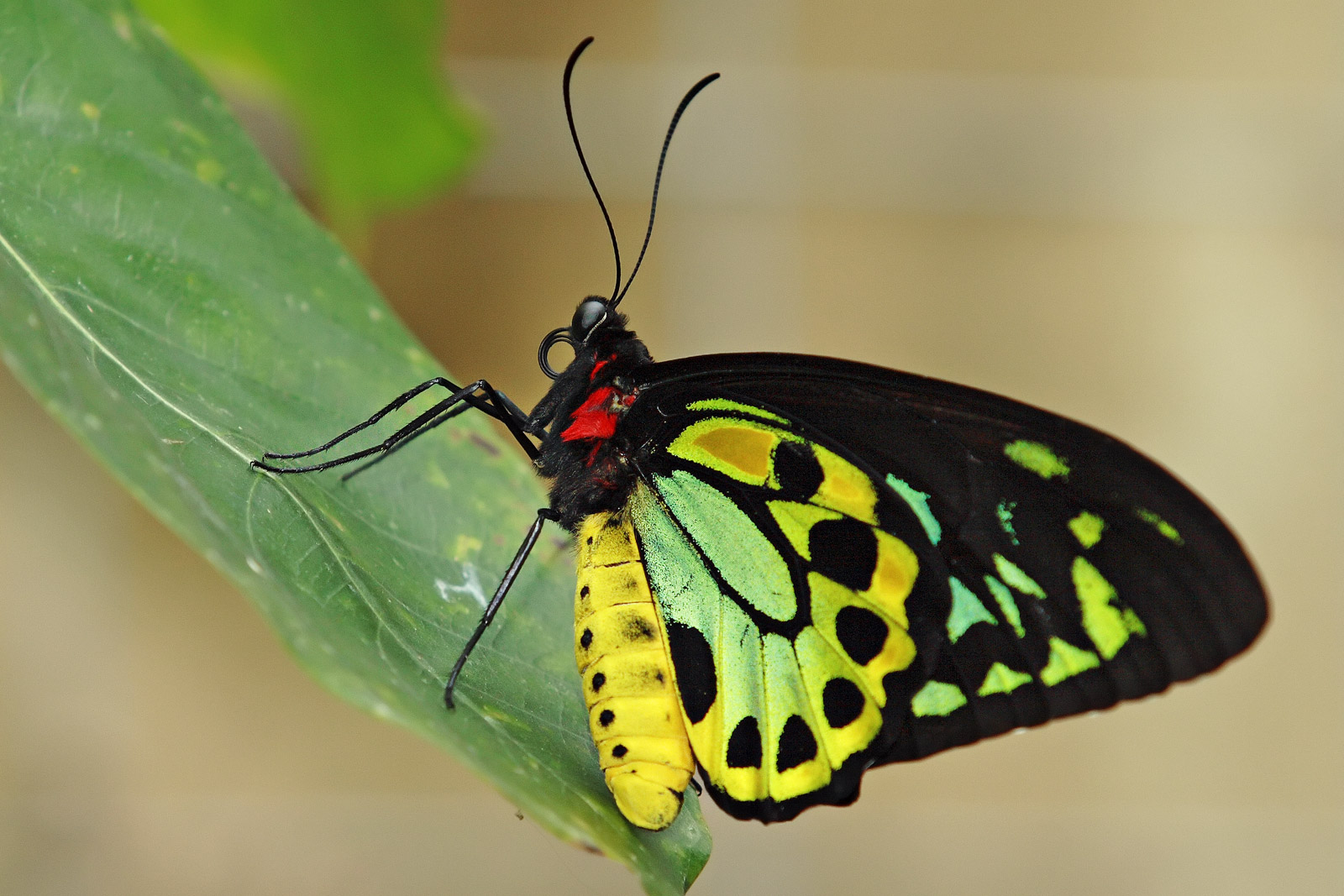
Самец. Нижняя сторона крыльев

## Описание
Размах крыльев самцов до 12,5 см, самок - до 15 см. Самцы меньше самок, характеризуются зеленоватой окраской крыльев, сочетающейся с чёрными «вставками» на передних крыльях. На вершине задних крыльев самца овально-продольные жёлтые пятна, а также ряд округлых чёрных пятен по краю крыла. Самки коричневой, коричнево-серой окраски, с крупными белыми, бело-серыми пятнами, размер и расположение которых сильно варьирует.
Известна редкая аберрация, описанная по не более чем 40 экземплярам самцов, у которых окраска крыльев золотисто-жёлтая.

## Кормовые растения гусениц
Aristolochia tagala, Pararistolochia deltantha.

## Ареал
Квинсленд, Австралия.

## Замечания по охране
Занесен в перечень чешуекрылых экспорт, реэкспорт и импорт которых регулируется в соответствии с Конвенцией о международной торговле видами дикой фауны и флоры, находящимися под угрозой исчезновения (СИТЕС).